# Ligia cinerascens
Ligia cinerascens är en kräftdjursart som beskrevs av Gustav Budde-Lund 1885. Ligia cinerascens ingår i släktet Ligia och familjen gisselgråsuggor. Inga underarter finns listade i Catalogue of Life.

## Bildgalleri

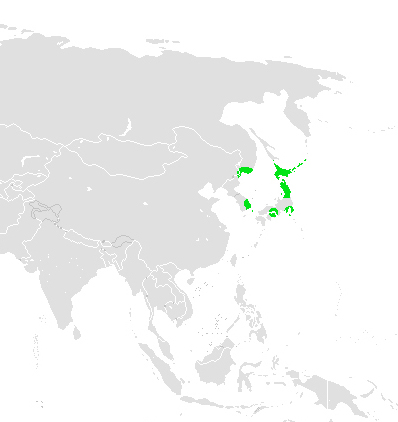